# Emilijus Zubas
Emilijus Zubas (sinh ngày 10 tháng 7 năm 1990) là một cầu thủ bóng đá người Litva thi đấu ở vị trí thủ môn cho câu lạc bộ Israel Hapoel Tel Aviv.

## Daugava Rīga
Trước khi mùa giải 2013 Latvian Higher League, Zubas đã ký hợp đồng dài hạn với Daugava Rīga, chuyển đến từ câu lạc bộ FK Ekranas đang chơi tại A Lyga. Vì Artūrs Vaičulis là lựa chọn tốt nhất ở Daugava Rīga, Zubas được cho mượn đến câu lạc bộ đang chơi tại Ekstraklasa GKS Bełchatów. Mặc dù có màn trình diễn cá nhân đáng chú ý, GKS Bełchatów đã xuống hạng và Zubas đã trở lại Daugava Rīga. Trong nửa sau của mùa giải 2013, anh được cho mượn đến câu lạc bộ ở Giải hạng nhất Síp AEK Larnaca. Trước khi mùa giải 2014 bắt đầu, Zubas được cho mượn đến câu lạc bộ đang chơi tại Giải bóng đá vô địch quốc gia Đan Mạch Viborg FF. Vào tháng 7 năm 2014, Zubas được gọi trở lại câu lạc bộ cũ và nằm trong danh sách ra sân của Daugava cho trận đấu UEFA Europa League với Aberdeen. Sau trận đấu, anh lại được cho mượn, trở lại câu lạc bộ GKS Bełchatów.

## GKS Bełchatów
Sau khi chuyển đến Ba Lan theo dạng cho mượn vào tháng 1 năm 2013, anh nhanh chóng trở thành một trong những thủ môn xuất sắc nhất giải đấu. Mặc dù GKS Bełchatów giành chiến thắng ở vòng mùa xuân với 25 điểm, nhưng họ đã xuống hạng. Zubas liên tục cứu thua cho đội và được gọi vào đội tuyển quốc gia Litva. Anh cũng được chọn là thủ môn xuất sắc nhất mùa giải Ekstraklasa 2012-13.

## Danh hiệu
Ekranas
- A Lyga (2): (2011, 2012)
- Cúp bóng đá Litva (1): 2010–11.

Bnei Yehuda
- Israel State Cup (2): 2016–17, 2018–19